# Agrochola clara
Agrochola clara är en fjärilsart som beskrevs av Schultz. 1907. Agrochola clara ingår i släktet Agrochola och familjen nattflyn. Inga underarter finns listade i Catalogue of Life.